# Fresno de Rodilla
Fresno de Rodilla – gmina w Hiszpanii, w prowincji Burgos, w Kastylii i León, o powierzchni 12,15 km². W 2011 roku gmina liczyła 46 mieszkańców.